# 基卡河
基卡河是俄羅斯的河流，由布里亞特共和國負責管轄，流入貝加爾湖，河道全長130公里，流域面積1,900平方公里，河水主要來自雨水和融雪，每年十月至翌年四月結冰。